# Puchar Jugosławii w piłce siatkowej mężczyzn
Puchar Jugosławii w piłce siatkowej mężczyzn – cykliczne krajowe rozgrywki sportowe, organizowane corocznie przez Jugosłowiański Związek Piłki Siatkowej dla jugosłowiańskich męskich klubów siatkarskich.
W 1950 roku rozegrany został tzw. puchar zimowy. Rozgrywki o Puchar Jugosławii po raz pierwszy odbyły się w sezonie 1958/1959.
Po rozpadzie SFR Jugosławii poszczególne państwa byłej Jugosławii zaczęły organizować własne krajowe rozgrywki pucharowe.
Od 1992 roku organizowane były rozgrywki o Puchar Federalnej Republiki Jugosławii.

## Triumfatorzy

### Puchar zimowy
| Sezon | Zdobywca pucharu |
| ----- | ---------------- |
| 1950  | Partizan Belgrad |

### Puchar SFR Jugosławii
| Sezon     | Miejsce finału | Zdobywca pucharu           | 2. miejsce                 |
| --------- | -------------- | -------------------------- | -------------------------- |
| 1958/1959 |                | Jugoslavija Belgrad        |                            |
| 1959/1960 |                | Crvena zvezda Belgrad      |                            |
| 1960/1961 |                | Partizan Belgrad           |                            |
| 1961      |                | Jugoslavija Belgrad        |                            |
| 1962      |                | Jugoslavija Belgrad        |                            |
| 1963/1964 |                | Partizan Belgrad           | Jedinstvo Brčko            |
| 1971      |                | Partizan Belgrad           |                            |
| 1972      |                | Crvena zvezda Belgrad      |                            |
| 1973      |                | Crvena zvezda Belgrad      |                            |
| 1974      |                | Partizan Belgrad           |                            |
| 1975      |                | Crvena zvezda Belgrad      |                            |
| 1976/1977 | Nowy Sad       | Vojvodina Nowy Sad         | Partizan Belgrad           |
| 1977/1978 | Zagrzeb        | AOK Mladost Monter Zagrzeb | Partizan Belgrad           |
| 1978      | Nowy Sad       | Ribnica Kraljevo           | AOK Mladost Monter Zagrzeb |
| 1979      | Skopje         | Wardar Skopje              | Ribnica Kraljevo           |
| 1980      | Zrenjanin      | AOK Mladost Monter Zagrzeb | GIK Banat Zrenjanin        |
| 1981      | Belgrad        | AOK Mladost Monter Zagrzeb | Vojvodina Nowy Sad         |
| 1982      | Sarajewo       | OK Bosna Sarajewo          | Partizan Belgrad           |
| 1983      | Maribor        | AOK Mladost Monter Zagrzeb | Stavbar Maribor            |
| 1984      | Kraljevo       | AOK Mladost Monter Zagrzeb | Partizan Belgrad           |
| 1985      | Zagrzeb        | AOK Mladost Monter Zagrzeb | OK Bosna Sarajewo          |
| 1986      | Nowy Sad       | AOK Mladost Monter Zagrzeb | Vojvodina Nowy Sad         |
| 1987      | Subotica       | Vojvodina Nowy Sad         | OK Bosna Sarajewo          |
| 1988      | Nowy Sad       | AOK Mladost Monter Zagrzeb | Vojvodina Nowy Sad         |
| 1989      | Belgrad        | Partizan Belgrad           | Crvena zvezda Belgrad      |
| 1990      | Belgrad        | Partizan Belgrad           | Vojvodina Nowy Sad         |
| 1991      | Belgrad        | Crvena zvezda Belgrad      | Vojvodina Nowy Sad         |